# TCIFA National Academy
Het TCIFA National Academy is een multifunctioneel stadion in Providenciales, een eiland van de Turks- en Caicoseilanden. Het stadion wordt vooral gebruikt voor voetbalwedstrijden. In het stadion is plaats voor 500 toeschouwers. Het stadion werd geopend in 2004 en gerenoveerd 2010.